# ديوردي راكيتش
ديوردي راكيتش (بالصربية: Ђорђе Ракић) (مواليد 31 أكتوبر 1985) هو لاعب كرة قدم صربي يلعب حالياً مع هانغزو غرينتاون كمهاجم.

## المسيرة الرياضية مع الأندية
لعب لرادنيتشكي كراغوييفاتش من عام 1992 حتى يناير 2006 ثم لعب لبيوغراد. في أغسطس 2007 انتقل إلى ريد بل زالتسبورغ النمساوي. في 31 أغسطس 2008 أعير إلى ريجينا. عاد إلى ريد بل زالتسبورغ في 1 يوليو 2009. لعب معظم الوقت لفريق الشباب. على أية حال تم ضمه إلى الفريق الأول في الجولة الثانية من مرحلة التصفيات المؤهلة إلى دوري أبطال أوروبا ضد مكابي حيفا الإسرائيلي. أعطي القميص رقم 27. بعد ترقيته من الرديف وقع على عقد إعارة لمدة نصف عام مع ميونخ 1860 الألماني في 1 فبراير 2010. في 8 أغسطس 2010 انتقل إلى ميونخ 1860. تعاقد مع الغرافة القطري في نوفمبر 2012 على أساس ثلاثة أشهر كغطاء للمهاجم المصاب أفونسو ألفيس. في 17 يونيو 2013 وقع عقداً لمدة عامين مع النجم الأحمر بلغراد.

## المسيرة الرياضية مع المنتخب
لعب راكيتش مع منتخب صربيا تحت 21 سنة في بطولة أوروبا تحت 21 سنة لكرة القدم عام 2008 في هولندا.

## الحياة الشخصية
في يونيو 2013 تزوج ديوردي راكيتش من الألمانية كيم دانييل.
أنجبا ابنتهما أفيانا في 2 يوليو 2014.

## الإنجازات
- النجم الأحمر بلغراد
  - الدوري السوبر (1): 2013-14